# Андронова
Андро́нова (рос. Андронова) — присілок у складі Слободо-Туринського району Свердловської області. Входить до складу Сладковського сільського поселення.
Населення — 238 осіб (2010, 306 у 2002).
Національний склад населення станом на 2002 рік: росіяни — 100 %.